# Jorge Forjaz
Jorge Eduardo de Abreu Pamplona Forjaz GOM (Angra do Heroísmo, 3 de Novembro de 1944) é um genealogista português.

## Biografia
Quarto de cinco filhos e filhas e segundo filho varão de Cândido de Meneses Pamplona Forjaz de Lacerda, bisneto por varonia do 1.º Barão de Nossa Senhora das Mercês e 1.º Visconde de Nossa Senhora das Mercês, sobrinho-trineto do 1.º Conde de Subserra e 1.º Barão de Pamplona em França, bisneto do 1.º Visconde de Bruges e 1.º Conde da Vila da Praia da Vitória e sobrinho-tetraneto do 1.º Conde da Póvoa e 1.º Barão de Teixeira e do 1.º Visconde do Cartaxo, e de sua mulher Maria do Livramento de Mesquita de Abreu.
Licenciado em História pela Faculdade de Letras da Universidade de Lisboa, com o curso de Bibliotecário-Arquivista.
Foi Director do Museu e Conservador da Biblioteca Pública de Angra do Heroísmo e Director Regional dos Assuntos Culturais da Região Autónoma dos Açores.
É Sócio Efectivo do Instituto Histórico da Ilha Terceira e do Instituto Açoriano de Cultura e Sócio Correspondente do Instituto Português de Heráldica.
Foi Director da revista "Atlântida", que se publica em Angra do Heroísmo.
É autor de diversos trabalhos histórico-genealógicos:
- Os Monjardinos, Edição do Autor, 1.ª Edição, Angra do Heroísmo, 1987
- Famílias Macaenses, Fundação Oriente, 1.ª Edição, Lisboa, 1996
- Os Teixeira de Sampaio da Ilha Terceira, Centro de Estudos de Genealogia, Heráldica e História da Família - Universidade Moderna do Porto, Porto, 2001
- Os Luso-Descendentes da Índia Portuguesa, em conjunto com José Francisco Leite de Noronha, Fundação Oriente, 1.ª Edição, Lisboa, 2003
- Os Colaço - Uma família portuguesa em Tânger, Edições Guarda-Mor, 1.ª Edição, Lisboa, 2004
- Genealogias da Ilha Terceira, em conjunto com António Maria de Ornelas Borges da Costa Mendes, Dislivro Histórica, Lisboa, 2007
- Genealogias das Quatro Ilhas - Faial-Pico-Flores-Corvo, em conjunto com António Maria de Ornelas Borges da Costa Mendes, Dislivro Histórica, Lisboa, 2009
- Ensaio sobre "o Ensaio": Pereiras "forjados" ou Mendonças enlameados?, em conjunto com António Maria de Ornelas Borges da Costa Mendes, Edição dos Autores, Lisboa, 2010
- Famílias Portuguesas de Ceuta, Ciudad Autonoma de Cueta Archivo General, 2011
- Genealogias de São Tomé e Príncipe - Subsídios, Dislivro Histórica, Lisboa, 2011
- Mercês Honoríficas do Século XX (1900-1910), Edições Guarda-Mor, 1.ª Edição, Lisboa, 2012
- Genealogias de Moçambique, Instituto Açoriano de Cultura, 1.ª Edição, Angra do Heroísmo, 2016
- Mercês Honoríficas do Século XIX (1890-1900), Letras Lavadas, 1.ª Edição, Lisboa, 2019

A 9 de Junho de 2003 foi feito Grande-Oficial da Ordem do Mérito.
Casou na Capela das Mercês a 27 de Março de 1969 com Maria Margarida Cardoso de Sousa (Porto, Bonfim, 16 de Março de 1944), filha de Fernando Augusto de Sousa, Arquitecto pela Escola Superior de Belas-Artes da Universidade do Porto, Consultor da Câmara Municipal de Angra do Heroísmo, Professor do Liceu de Angra do Heroísmo, e de sua mulher Maria Alda Pamplona Cardoso, da qual teve duas filhas e um filho.